# Microdytes sekaensis
Microdytes sekaensis (лат.) — вид жуков-плавунцов рода Microdytes из подсемейства Hydroporinae (Dytiscidae). Длина менее 2 мм. Обнаружен в оставшихся водоемах от пересохшего ручья, который имел песчаное дно с богатым лиственным налетом. Юго-Восточная Азия: Таиланд (Bueng Kan Seka Dist., Bueng Kan Province), Лаос (Bolikhamsay Province).

## Описание
Жуки мелких размеров; длина овального тела менее 2 мм (1,34—1,36 мм). От близких видов отличаются следующими признаками:
отметины надкрылий с двумя нечеткими пятнами у основания и с постмедиальным пятном около шва; тело широко-овальное; переднеспинка преимущественно желтовато-коричневая; мелкие размеры. Надкрылья без постмедиального пятна около шва. Пронотум без поперечной полосы. На задних тазиках грубые пунктуры. Надкрылья без вдавления на латеральной стороне.
Окраска. Голова желтовато-коричневая. Пронотум желтовато-коричневый, вдоль заднего края узко тёмно-коричневый. Надкрылья красновато-коричневые до тёмно-коричневых с двумя желтовато-коричневыми пятнами: одно базальное пятно не доходит до основания, одно переднее боковое пятно, продолжающееся вдоль бокового края до заднесрединного бокового пятна и поперечного пятна около вершины, также с круглым срединным пятном около шва. Брюшная поверхность преимущественно желтовато-коричневая. Ноги, усики и щупики желтовато-коричневые.

## Систематика
Вид был впервые описан в 2023 году японским энтомологом Ryohei Okada (Coleopterological Society of Japan, National Museum of Nature and Science, Tsukuba, Япония) и австрийским колеоптерологом Günther Wewalka (Вена, Австрия). Microdytes sekaensis похож на виды M. hainanensis и M. schwendingeri по габитусу и размеру.